# Corcelles-Ferrières
Corcelles-Ferrières é uma comuna francesa na região administrativa de Borgonha-Franco-Condado, no departamento de Doubs. Estende-se por uma área de 2,25 km². Em 2010 a comuna tinha 210 habitantes (densidade: 93,3 hab./km²).